# Милонија Цезонија
Милонија Цезонија (лат. Milonia Caesonia, умрла 24. јануара 41.) била је римска царица, као и четврта и последња супруга цара Калигуле.

## Биографија
Цезонија је рођена 2. или 4. јуна почетком наше ере. Била је скромног порекла. Била је ћерка Вистилије, док се име њеног оца не зна. Њен млађи полубрат био је конзул и генерал Гнеј Домиције Корбулон, отац Домиције Лонгине, супруге цара Домицијана.
О Цезонији мало се зна. Светоније наводи да није била нарочито лепа, а ни млада када се удала за Калигулу и да је већ је имала три ћерке са претходним супругом, али се Калигула, ипак, лудо заљубио у њу. Такође је описује као екстравагантну и безобзирну, коју је, и поред тога, Калигула јако волео и био јој веран.
За Калигулу се удала 39. или 40. године и родила му ћерку Јулију Друзилу. Касије Дион наводи да је Јулија рођена месец дана по њиховом венчању., а Светоније да је рођена на дан венчања. Римска јавност није била задовољна овим браком Калигула је имао обичај да је тера да се скида гола пред трупама и његовим пријатељима, и из шале јој је претио да ће је мучити и убити, што је представљало „необичан начин исказивања наклоности“.
Неколико сати након што су Калигулу убили Касијеви завереници, Цезонија је, скрхана тугом, сама понудила врат убицама рекавши им да је „ударе без оклевања“, што су и учинили.

## У популарној култури
Цезонија је често појављује као лик у књижевним и уметничким делима смештеним у време Калигулине владавине. У BBC-евој ТВ серији "Ја, Клаудије" ју је тумачила Фреда Дови, а у филму „Калигула“ из 1979. знаменита британска глумица Хелен Мирен.